# Дірк VI
Дірк VI (нід. Dirk VI van Holland; 1110/1114 — 5 серпня 1157) — граф Голландії в 1121—1157 роках. Зміцнив та розширив володіння.

## Життєпис
Походив з династії Герульфінгів. Старший син Флоріса II, графа Голландії, та Гертруди Лотаринзької. Народився за різними відомостями 1110 або 1114 року. Після смерті батька 1121 року успадкував Голландію. Втім через молодий вік регенткою стала його мати. 1123 року остання підтримала у боротьбі за владу в Німеччині свого зведеного брата Лотаря Суплімбурзького. 1125 року після того, як той став королем, він затвердив Лейден в округою за графом Голландії.
У віці 15 років Дірк VI став правити самостійно. Втім 1129 року Гертруда Лотаринзька підтримала повстання свого другого сина Флоріса, в якому вбачала більше державницьких здібностей. Останній отримав визнання графом з боку короля Лотаря II та Андреаса ван Куейка, єпископа Утрехту. 1131 року Дірк IV замирився з братом. Але той невдовзі знову повстав. Водночас почалося повстання західних фризів. Лише 1132 року Лотар II замирив братів, які спільно придушили повстання західних фризів. Але у жовтні того ж року Флоріса було вбито із засідки.
1133 року підтримав магістрат Утрехту проти Андреса ван Куейка. Того ж року надав земельні ділянки для монастиря в Рейнсбурзі, що заснувала мати графа. До 1137 року Дірк IV оженився з представницею роду Зальм, отримавши як посаг графство Бентгайм. 1138 року за підтримку кандидатури Конрада Гогенштауфена на трон Німеччини отримав від останнього фризькі володіння (гау) Вестерго і Остерго. Того року разом з дружиною здійснив прощу до Палестини. 1139 року на зворотньому шляху домовився з папою римським Інокентієм II про підпорядкування Егмондського та Рейнсбурзького монастирів безпосередньо Папському престолу.
1150 року за допомогою короля Конрада III та свого тестя домігся обрання єпископом Утрехту свого союзника Германа ван Горна. З цього часу вплив голландських графів в Утрехтській єпархії зростає. 1154 року домігся згоду на повернення спадку дружини — графства Бентгайм (відбулося фактично 1164 року)
1155 року придушив повстання фризів. 1157 року Дірк VI здійснив прощу до Палестини, під час якої помер. Поховано в монастирі у Рейнсбурзі, а не в Егмонді як зазвичай — через конфлікт з тамтешнім абатом. Владу в графстві Голландія успадкував син Флоріс III.

## Родина
Дружина — Софія, донька Отто I фон Зальма, пфальцграфа Рейнського.
Діти:
- Дірк Перегрін (1139—1151)
- Флоріс (бл. 1140—1190), граф Голландії
- Оттон (д/н—1208/1209), граф Бентгайму
- Бодуен (д/н—1196), єпископ Утрехту
- Дірк (д/н—1197, Павія), єпископ Утрехту
- Софія (д/н — після 1186), абатиса монастиря в Рейнсбурзі
- Гедвіга (д/н—1167), черниця абатства в Рейнсбурзі
- Гертруда
- Петронілла

- 1 бастард